# 崔順実
崔 順実（チェ・スンシル、朝鮮語: 최순실; 崔順實、1956年6月23日 - ）、チェ・ソウォン（최서원、改名後の名前）は、大韓民国の実業家、シャーマン。
朴槿恵元韓国大統領の政治スキャンダル（いわゆる崔順実ゲート事件）の中心人物として知られる。

## 人物
祈祷師であった崔太敏（チェ・テミン）の5番目の妻との間の三女として生まれた。檀国大学校に進み、父太敏が1976年に設立した「セマウム奉仕団」の大学生会会長を務め、母陸英修を文世光による暗殺で失った朴と知り合った。1979年の「第1回セマウム祭典」では、大学生総連合会会長として開会宣言をし、「セマウム奉仕団」総裁に迎えられていた朴が祝辞を述べた。1979年から1985年までドイツに留学。帰国後教育事業に従事した。
朴政権発足当初から大統領並みの待遇を受け、検問もなしに青瓦台に出入りしたといわれる。
韓国の「国民体操」として莫大な振興予算が投じられたヌルプム体操（늘품체조）が、崔やチャ・ウンテクの利権あさりの対象になっていたのではないかという疑惑がある。
2017年11月25日午後に、娘のチョン・ユラの住むアパートに暴漢が侵入して、チョン・ユラにナイフで傷害を負わせた。知人の男性も巻き添えで負傷したが、命に別状は無いという。なお加害者の男は金銭目的の犯行だったと犯行を認めている。
2018年2月13日にソウル中央地裁より懲役20年（求刑懲役25年）と罰金180億ウォンの判決が言い渡された。
2020年6月11日、大法院は崔、検察側双方の上告を棄却し、財閥から賄賂を受け取った収賄罪や大企業に資金提供を強要した罪で懲役18年、罰金200億ウォンなどの実刑判決が確定した。